# Saxicola leucurus
Saxicola leucurus е вид птица от семейство Muscicapidae.

## Разпространение
Видът е разпространен в Бангладеш, Индия, Мианмар, Непал и Пакистан.